# 포트모어 유나이티드 FC
포트모어 유나이티드 F.C.(Portmore United F.C.)는 자메이카 포트모어를 연고지로 하는 자메이카의 명문 축구 클럽으로 자메이카 프리미어리그 최다 우승팀이다.

## 성적
- 카리브 클럽 챔피언십: 우승 1회 (2005)
- 자메이카 프리미어리그: 우승 4회 (1993, 2003, 2005, 2008)
- JFF 챔피언 컵: 우승 1회 (2000, 2003, 2005, 2007)

## 선수 명단

### 현역
- 알렉스 마샬(2023 ~ )
- 체본 월시(2023 ~ )